# HR 753

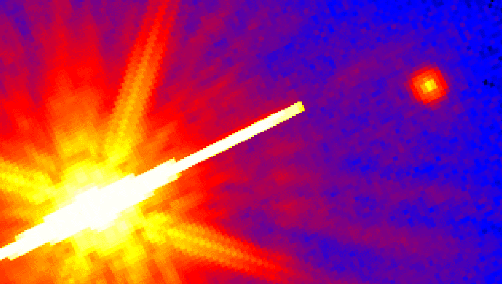
Gliese 105 A bên trái và Glise 105 C bên phải

HR 753 hay Gliese 105 (còn được gọi là 268 G. Ceti) là một hệ ba ngôi sao trong chòm sao Kình Ngư. Vị trí của nó tương đối khá gần Mặt Trời, cách nhau 23 năm ánh sáng (7 parsec). Mặc dù vậy, phần sáng nhất của ngôi sao này không thể nhìn thấy bằng mắt thường. Hiện tại, chưa có bất kì một hành tinh nào được phát hiện xung quanh cả ba ngôi sao trong hệ sao này.

## Hệ sao
Đây là một hệ ba sao với ba ngôi sao nhỏ hơn Mặt Trời. Ngôi sao sáng nhất được đặt tên là HD 16160 hay được gọi là Gliese 105 A. Nó là một sao lùn cam, có khối lượng khoảng 70% so với khối lượng Mặt Trời.
Một ngôi sao gần đó có chuyển động xung quanh Gliese 105 và được gọi là Gliese 105 B. Về mặt vật lí, có thể cả hai ngôi sao này có mối liên hệ với nhau. Hai sao này cách nhau khoảng 1.200 đơn vị thiên văn (AU), tương đương với 1.79517445 × 1014 mét. Nó là một ngôi sao có độ sáng thay đổi từ 11,64 đến 11,68.
Ngôi sao đồng hành thứ ba, được gọi là Gliese 105 C, nằm gần Gliese 105 A hơn, hiện đang ở khoảng cách xấp xỉ là 24 AU xấp xỉ 3 590 348 896 800 mét. Chu kỳ quỹ đạo của cặp sao này được ước tính là 61 năm. Gliese 105 C là một sao lùn đỏ cực kỳ mờ nhạt và khối lượng chiếm khoảng 8 đến 9 phần trăm khối lượng Mặt Trời.